# Johann Friedrich Ferstl

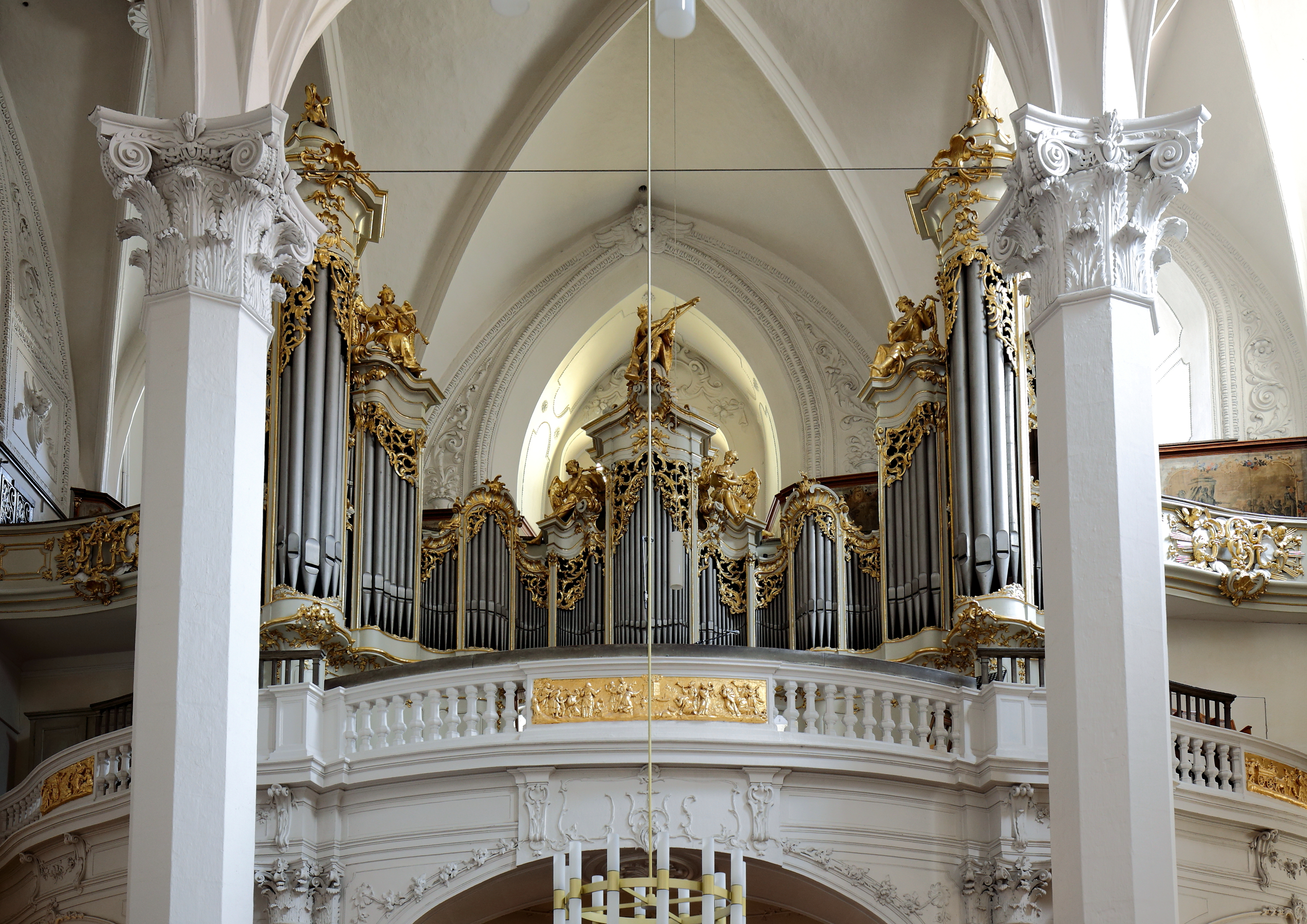
Orgel der Kirche am Hof

Johann Friedrich Ferstl (* ca. 1720 in Wien; † 20. Mai 1785 ebenda) war ein österreichischer Orgelbauer in Wien.

## Leben
Johann Friedrich Ferstl legte am 28. Mai 1748 den Wiener Bürgereid ab. Er war sodann als Orgelbauer in Wien tätig. Als Auszeichnung seiner Tätigkeit durfte er das Prädikat „k.k. Hoforgelmacher“ führen. Es sind sehr wenige Orgeln von ihm erhalten. Historisch belegt ist, dass Ferstl auch mit Pflege- und Wartungsarbeiten der Orgel von Johann David Sieber in der Michaelerkirche (Wien) befasst war, welche zur größten noch erhaltenen Barockorgel Wiens zählt.

## Werkliste
| Jahr | Ort         | Gebäude                                    | Bild | Manuale | Register | Bemerkungen                                                      |
| ---- | ----------- | ------------------------------------------ | ---- | ------- | -------- | ---------------------------------------------------------------- |
| 1754 | Karnabrunn  | Pfarrkirche Karnabrunn                     |      | I/P     | 9        | später erweitert                                                 |
| 1758 | Hochleithen | Pfarrkirche Wolfpassing an der Hochleithen |      | II/P    | 14       | 1807 zerstört und 1970/71 in den Originalzustand zurückversetzt; |
| 1760 | Laxenburg   | Pfarrkirche Laxenburg                      |      | I       | 4        | Positiv (4/I), erhalten                                          |
| 1763 | Wien        | Kirche am Hof                              |      | II/P    | 24       | Johann F. Ferstl zugeschrieben                                   |
| 1763 | Wien        | Hofburgkapelle                             |      | II/P    | 18       | nicht erhalten                                                   |
| 1771 | Wien        | Schlosskapelle Schönbrunn                  |      | I/P     | 9        | Teile des Gehäuses erhalten und dann ergänzt                     |